# Saksen (wijnstreek)

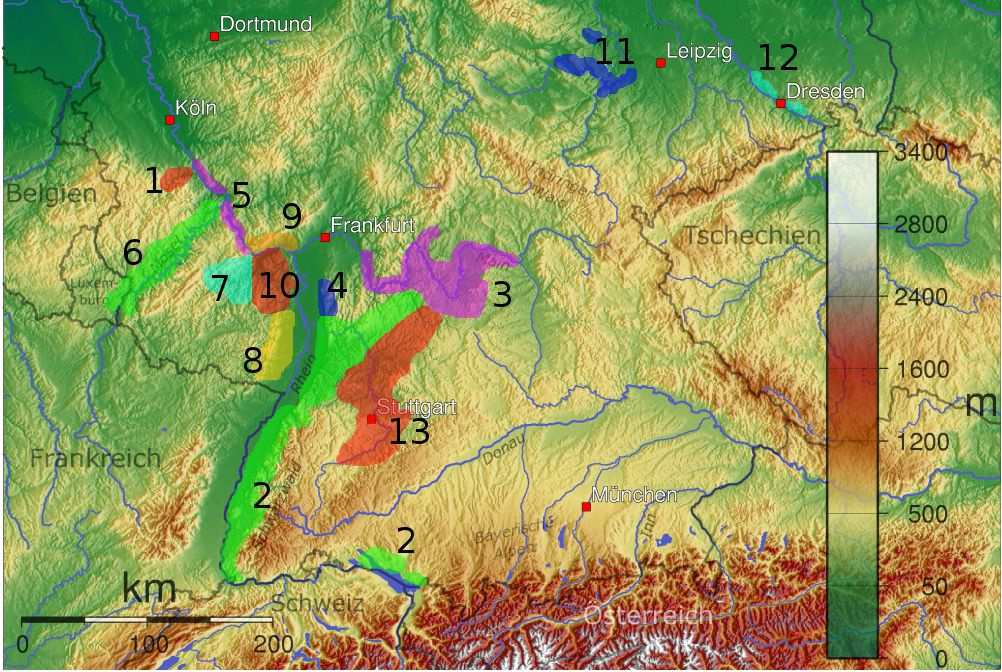
De wijnstreek Saksen is nummer 12 op de kaart.

De wijnstreek Saksen (Duits: Sachsen) is een van de 13 kwaliteitswijnbouwgebieden in Duitsland. Op de kaart is het als nummer 12 aangegeven. Dit kleine wijnbouwgebied is er het meest oostelijk gelegen. De wijngaarden liggen in de vallei van de Elbe, grotendeels in de nabijheid van de stad Dresden. Verder is de omgeving van Radebeul en Meißen belangrijk. Elk jaar wordt dit wijngebied door een wijnkoningin gepromoot.

## Geschiedenis

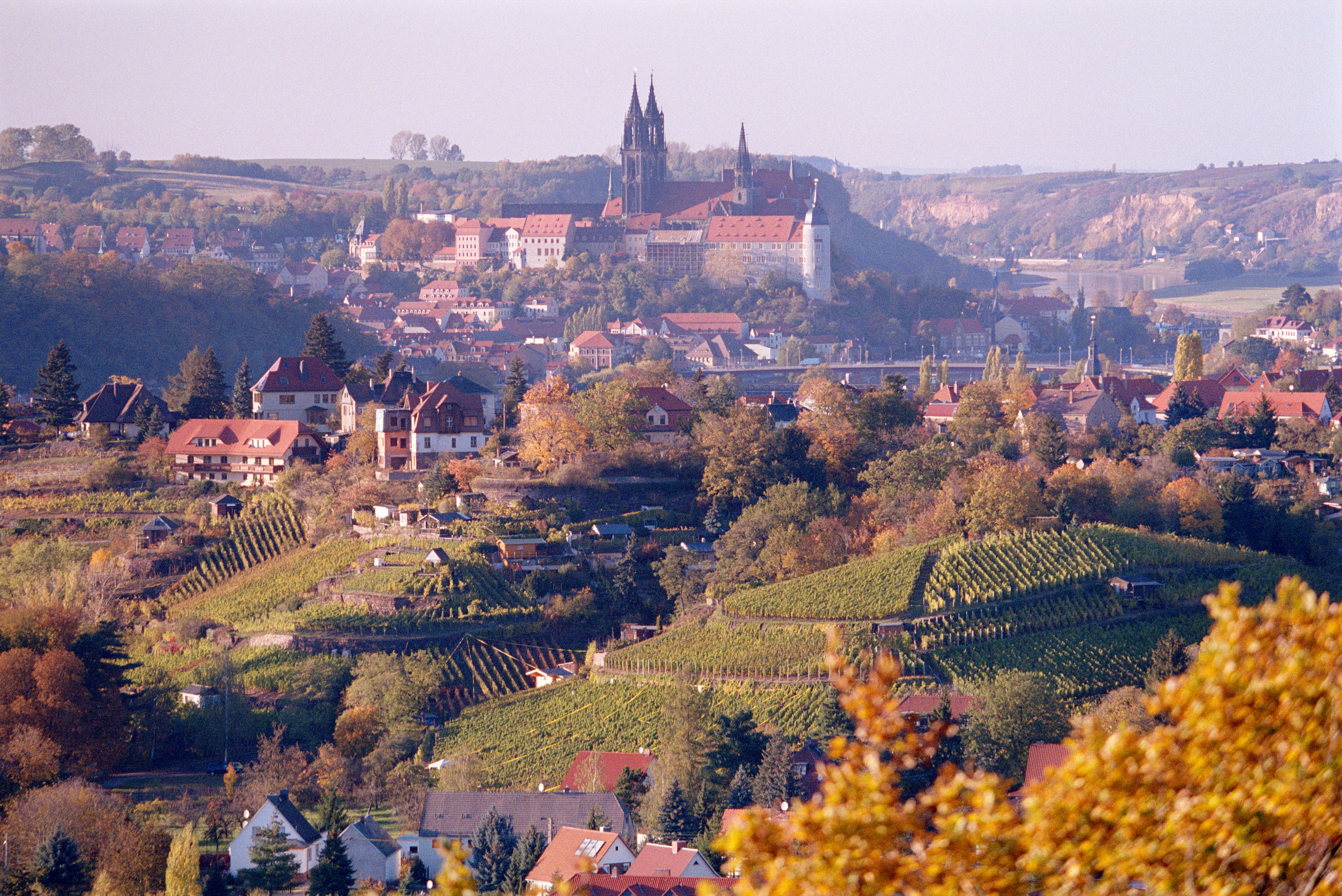
Een wijngaard nabij Meißen.

Er zijn geschriften die melden dat in 929 in de Elbe-vallei wijnstokken te vinden waren. Voorts is er een document dat verhaald over de aanplant van een wijngaard in het jaar 1161. Hieruit blijkt dat er al meer dan 850 jaar in Saksen wijnstokken worden gecultiveerd.
Rond de eeuwwisseling van de 19e naar de 20e eeuw vernietigde de druifluis echter vrijwel alle wijngaarden.

## Klimaat
Ondanks dat dit wijngebied – evenals het nabij gelegen Saale-Unstrut – boven de 51e breedtegraad noord ligt, is men daar in staat kwaliteitswijn te verbouwen. Het gunstige microklimaat in het Elbedal – aldaar op een hoogte van 200 meter – maakt dit mogelijk.
Overheersende continentale weersomstandigheden zijn verantwoordelijk voor de lange zonnige periodes in de zomer en de herfst. Met een gemiddelde temperatuur in het bekken van de Elbe van iets meer dan 9 ° Celsius, en winters waarbij deze zelden langere tijd daalt tot onder nul. Jaarlijks ligt de hoeveelheid neerslag tussen 600 en 700 mm. Voorts een gemiddelde zonneschijn van 1570 uren.
De fenologische lente begint tussen 29 april en 5 mei, als gevolg daarvan kunnen de wijnstokken iets vroeger rijpen. In vergelijking met de meer westelijke wijnregio's in Duitsland, waar het begin van de lente wat later aanvangt. Bovendien zijn de herfstmaanden in Saksen droger en warmer.
Een kengetal in de wijnbouw is 2900 graden. Dat is de som van alle daggemiddeldetemperaturen in het groeiseizoen. In het wijnbouwgebied Saksen ligt dat 62 graden hoger.
Desondanks is men er bedacht op mogelijk strenge winters en vorstschade aan de wijnstokken. Het gebied staat onder invloed van valwinden vanuit het Ertsgebergte. Deze kunnen in de zomer veel loten beschadigen en in de winter extra koude brengen.

## Druiven
Met 462 hectare aan wijngaarden is Saksen een van de kleinst aaneengesloten wijnstreken in de Duitse wijnbouw. Er worden overwegend witte druivensoorten verbouwd, zoals de "Goldriesling" (alleen in deze streek gebruikt), Müller-Thurgau (81 ha), Riesling (62 ha), Weißburgunder (52 ha), Traminer, Elbling, Bacchus, Scheurebe, Kerner, Gutedel, Solaris en Grauburgunder (hier ook wel Ruländer genoemd). Er wordt in deze streek ook veel Sekt gemaakt.
In mindere mate worden er blauwe druiven verbouwd, dat zijn dan Spätburgunder, Regent, Frühburgunder, Blauer Portugieser, Dornfelder en Dunkelfelder.

## Economisch

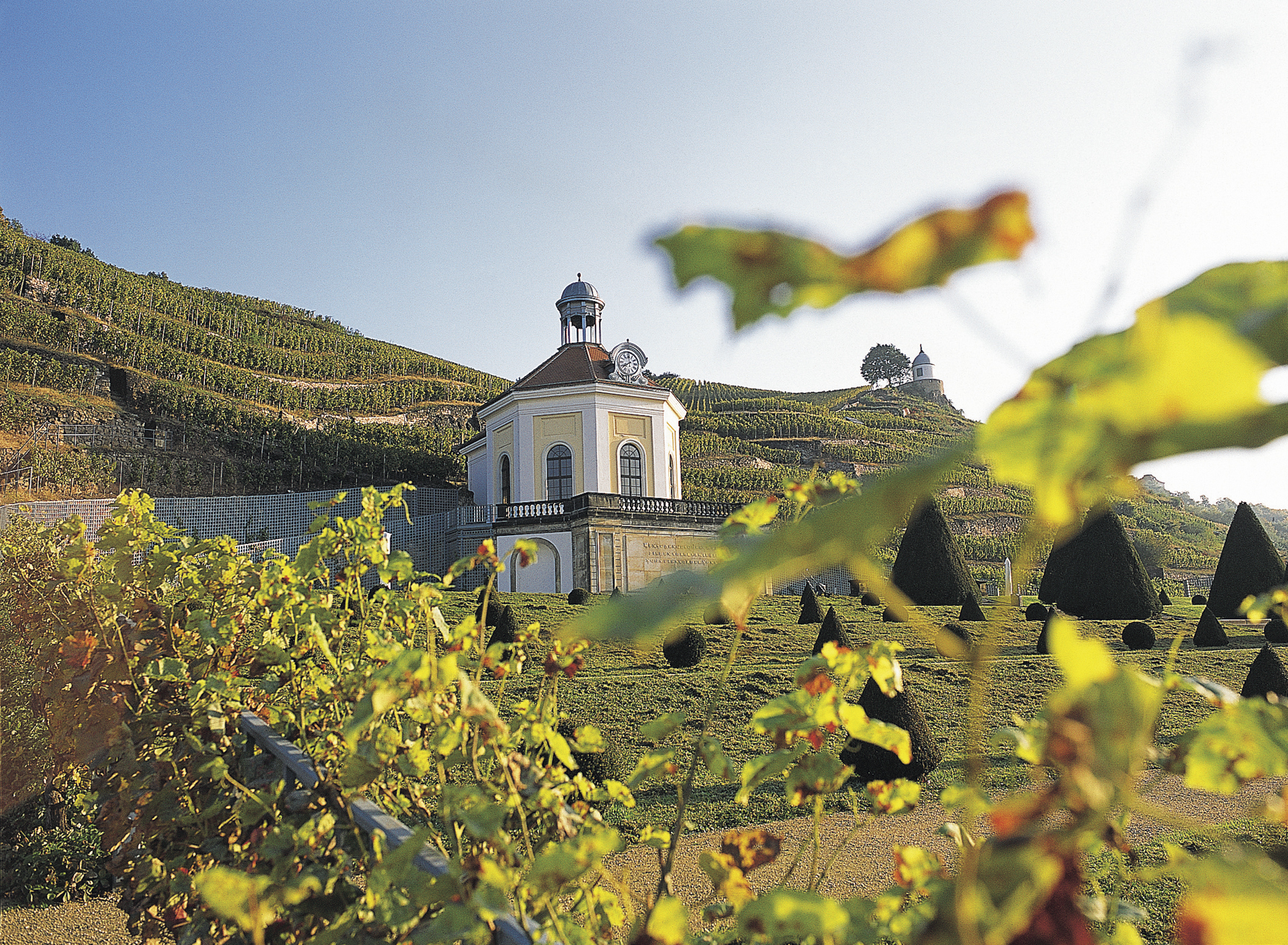
Wijngaarden rondom Schloss Wackerbarth.

De meeste wijngaarden worden beheerd door parttime druiventelers die hun oogst aan het coöperatieve "Sächsische Winzergenossenschaft" in Meißen leveren. Ongeveer 1.800 coöperatieve wijnproducenten cultiveren ongeveer de helft van de Saksische gebied met hun kleine wijngaarden. Dan is er nog een staatsbedrijf, de wijnmakerij "Staatsweingut Schloss Wackerbarth" in Radebeul-Niederlößnitz. Verder zijn er nog een aantal stedelijke – of voormalige electorale – koninklijk landgoederen Hoflößnitz, Radebeul Oberlößnitz en ongeveer 15 privé wijnmakerijen, waaronder de oudste het Saksische landgoed "Schloss Proschwitz" in het dorpje Zadel nabij Meißen. Als privé producent heeft “wijngoed Vincenz Richter” met die Wende een belangrijke rol gespeeld bij het herleven van de lokale wijn. Deze en enkele andere wijnproducenten hebben na de Duitse hereniging de bijzondere voor dit wijngebied gecreëerde wijnfles – de Sachsenkeule – weer terug op de markt gebracht.

## Toerisme

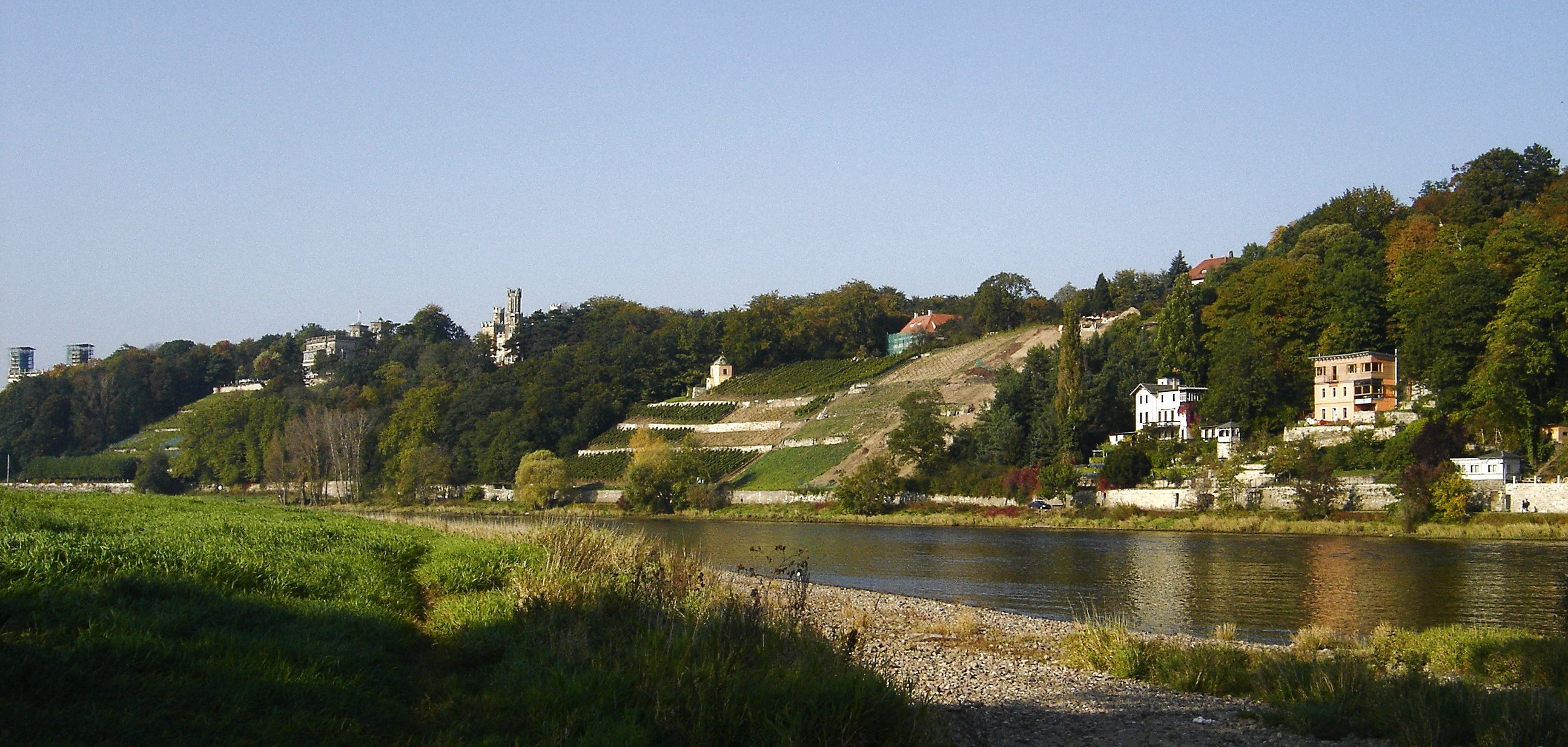
Het dal van de Elbe.

De Sächsische Weinstraße en Sächsische Weinwanderweg – twee min of meer parallel lopende toeristische routes, de een verkeersweg de andere een wandelweg – zijn ontwikkeld voor de heropleving van het toerisme. Het wijngebied is voor Dresden bijzonder waardevol, zowel voor de stad als de onmiddellijke omgeving.
Het Elbe-dal bij Dresden – en daarmee het wijngaarden-landschap – stond vanaf 2004 op de UNESCO werelderfgoedlijst. In 2009 werd deze titel echter weer ontnomen wegens de aanleg van de Waldschlösschenbrug.